# Santa Anna
|  | Per a altres significats, vegeu «Santa Anna (desambiguació)». |

Santa Anna (Aina en mallorquí, Hannah en hebreu), és la mare de la Mare de Déu en la tradició cristiana així com en la tradició musulmana.
Anna és patrona de Quebec i de Bretanya, així com de les dones treballadores i dels miners. Juntament amb sant Joaquim són patrons dels avis.

## Biografia
La figura de santa Anna no apareix al Nou Testament però sí als textos apòcrifs, en concret el Protoevangeli de Jaume del 150 dC. Com en els evangelis canònics, els que han estat declarats apòcrifs fan paral·lelismes amb passatges de l'Antic Testament. Així, en la tradició catòlica, el personatge d'Anna es refereix sovint a la seva homònima Anna, mare de Samuel, profeta i última jutge d'Israel. (hebreu : חַנָּה hannah "favor", "gràcia"). Passa el mateix en la tradició musulmana.
Santa Anna i Sant Joaquim eren una parella rica, piadosa i sense fills, segons els evangelis apòcrifs. Un dia festiu Joaquim va anar a oferir un sacrifici al temple i un tal Ruben el fa expulsar del temple perquè els homes sense descendència eren indignes de ser admesos. Compungit, en comptes de tornar a casa va anar a pregar a la muntanya. Anna veia que el marit no tornava i va pregar a Déu que li permetés tenir un fill i que el dedicaria al seu servei. Les seves pregàries van ser escoltades i un àngel li va dir a Anna que concebria un fill que seria "beneït per tot el món". L'àngel li va dir el mateix a Joaquim, que va tornar a casa. Anna va tenir una nena.
L'Església d'Orient va acceptar aquest relat només després que el difongués Jeroni d'Estridó, que n'exclou allò més meravellós. Molts sants orientals predicaven a Santa Anna, entre d'altres Joan Damascè, Epifani I de Constància, o Sofroni de Jerusalem.
Johannes Eck en un sermó que va predicar a París el 1579 va dir que els pares d'Anna es deien Emerència i Estolà i que abans de tenir-la van passar vint anys sense descendència. També va dir que Joaquim va morir poc després de la Presentació de Jesús al temple, que després Anna es va casar amb Cleofàs amb qui va tenir Maria de Cleofàs, que seria la mare dels apòstols Jaume el Menor, Simó, Judes Tadeu i Josep el Just. Mort Cleofàs es va casar amb Solomas i va tenir Maria Salomé, mare dels apòstols Joan i Jaume el Major. Al segle xvi al costat dels defensors d'aquesta versió hi havia d'altres que defensaven la monogàmia d'Anna com Belori i Belarmí.
També en la tradició musulmana, Anna anomenada Hanah és la mare de Maria (Maryam), mare de Jesús.

## Veneració

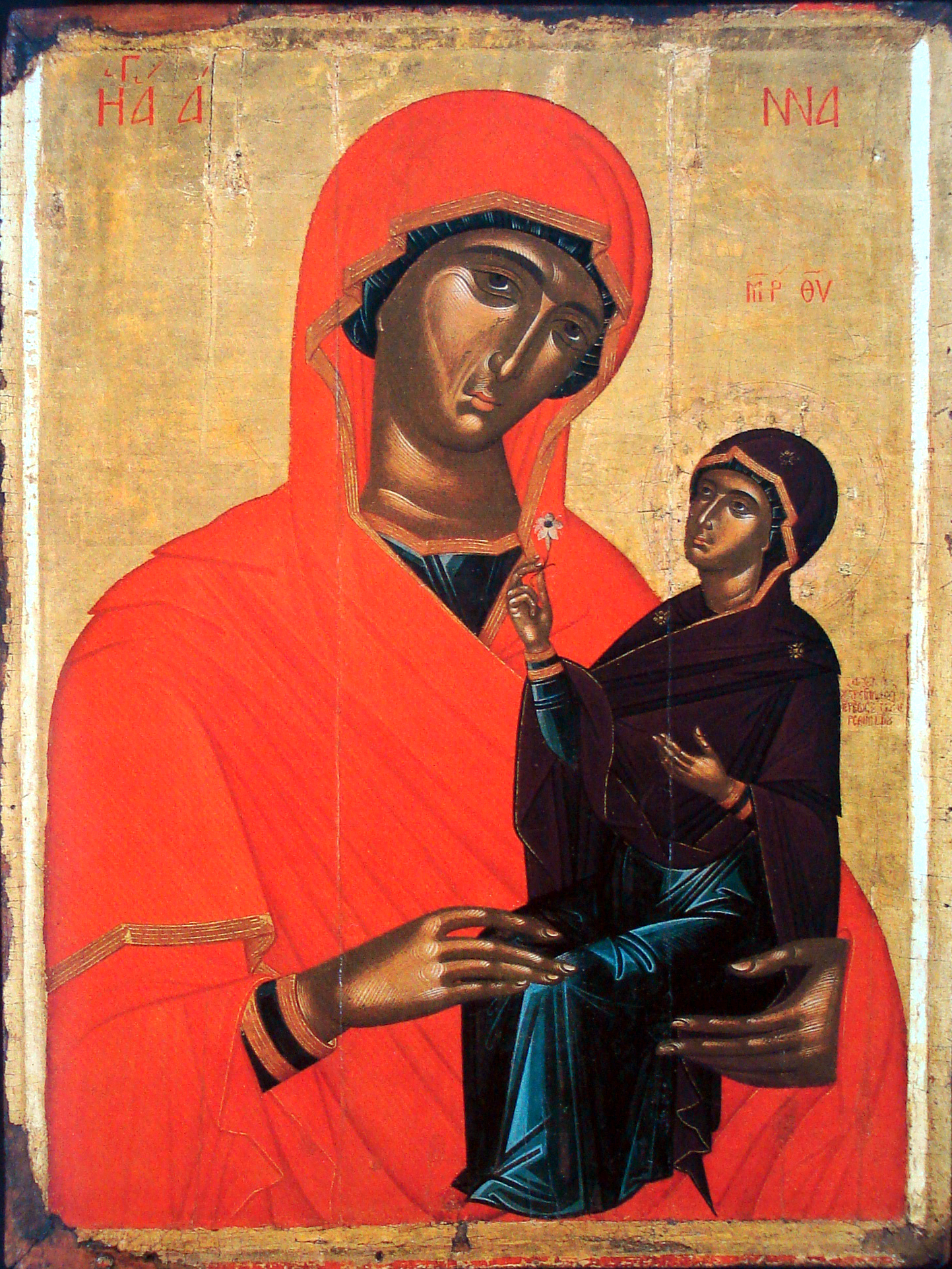
Santa Anna i la Verge en una pintura del.

Justinià I, de l'església oriental, va fer que li dediquessin una església, probablement el 25 de juliol, motiu pel qual a orient la seva festivitat és aquest dia. Aquesta festivitat apareix al document litúrgic més antic de l'església grega, el Calendari de Constantinobla de la primera meitat del segle viii. Els grecs també conserven una festa comuna de sant Joaquim i santa Anna el 9 de setembre. A l'església llatina se celebra el 26 de juliol des d'almenys el segle xii, i a Anglaterra va ser introduïda per Urbà VI el 21 de novembre del 1378. Des del 1584 se celebra a l'església llatina universal.
Una tradició medieval diu que les restes de Santa Anna van ser portades des de Jerusalem a Europa, durant la invasió musulmana. Segles després, van ser descobertes a la cripta de la Catedral d'Ate (Valclusa), que va convertir-se en centre de pelegrinatge. Part de les relíquies va repartir-se, arribant a Sainte-Anne-d'Auray (Bretanya), que va esdevenir una de les metes de pelegrinatge més importants del nord d'Europa.
La devoció a Santa Anna, molt limitada a alguns santuaris, es va estendre per tot el món catòlic des del segle xiv, amb la difusió de les històries de la Llegenda àuria de Iacopo da Varazze i els debats teològics sobre el dogma de la Immaculada Concepció, que van suposar una estreta associació entre el culte de Santa Anna amb el de la Verge. Des d'aquest moment la història de Santa Anna es va divulgar a Occident fins que es convertí en un dels sants més populars també pels cristians de ritus llatí.
A Catalunya hi ha diverses esglésies dedicades a santa Anna en poblacions com Barcelona, Montornès, Santpedor, la Baronia de Rialb, Caseres, Bescanó, Mataró, la Vall d'Aran o Breda, entre d'altres.

## Iconografia
Obresː
- Retaule de Santa Anna i la Mare de Déu, de Ramon Destorrents 1344-53 (Lisboa, Museu Nacional d'Art Antic)
- La Mare de Déu i l'Infant amb Santa Anna, de Leonardo da Vinci 1510-13, (París, Museu del Louvre)
- Santa Anna i la Mare de Déu nena. Escultura catalana del segle xviii (Monestir de Pedralbes)
- Santa Anna. escultura d'Anton Compte a l'església de Sant Felip Neri de Barcelona (s. XVIII)
- Santa Anna i la Mare de Déu nena, escultura de fusta policromada de Ramon Amadeu c. 1775-80 (MNAC)
- Santa Anna d’Albal. Escultura valenciana del segle XIV (Ermita de Santa Anna d’Albal). Reconstruïda en 1939, és tradició local baixar-la al poble cada 25 anys (1964, 1989 i 2014).

## Galeria

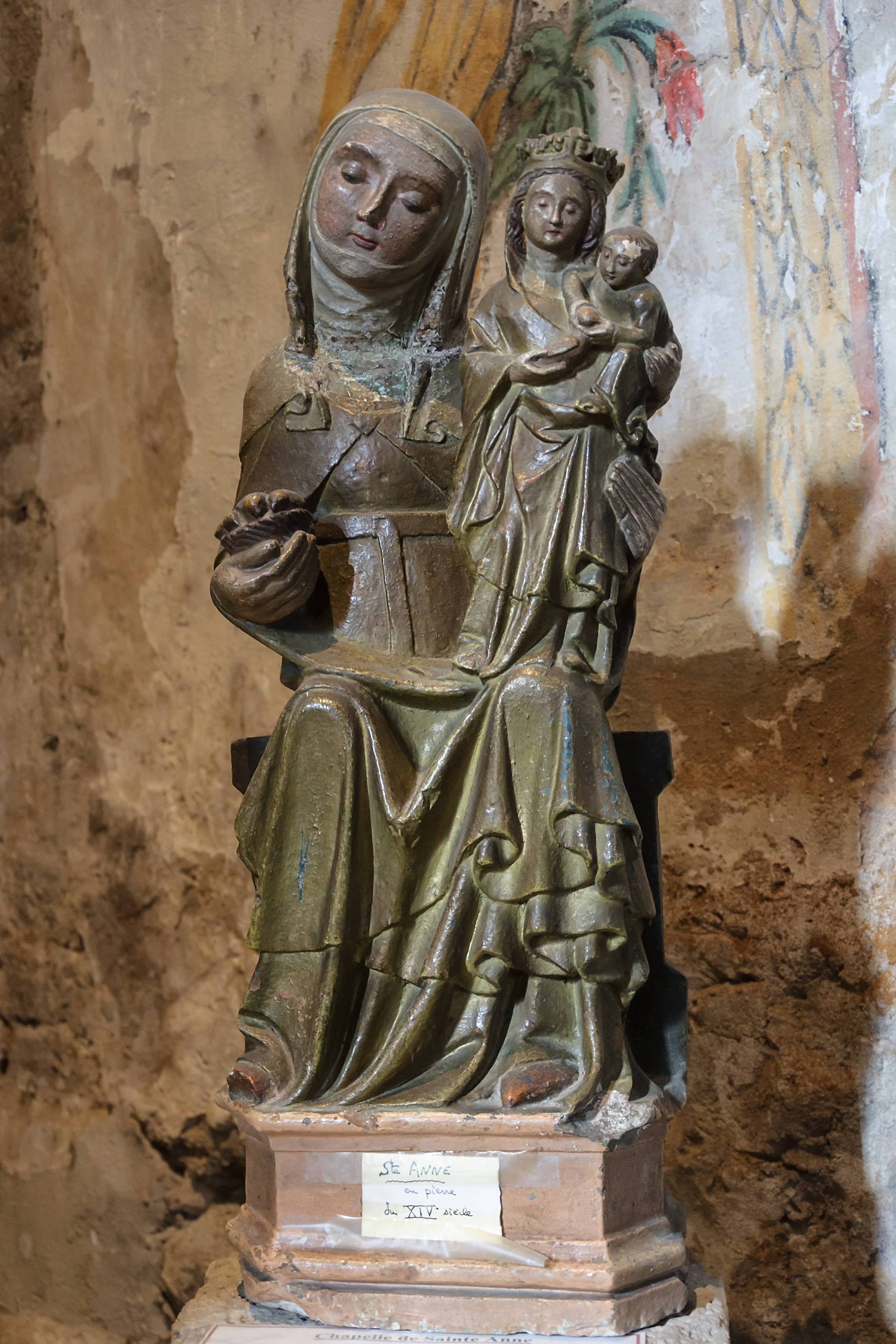
Escultura del segle xv a Santa Enimia de França
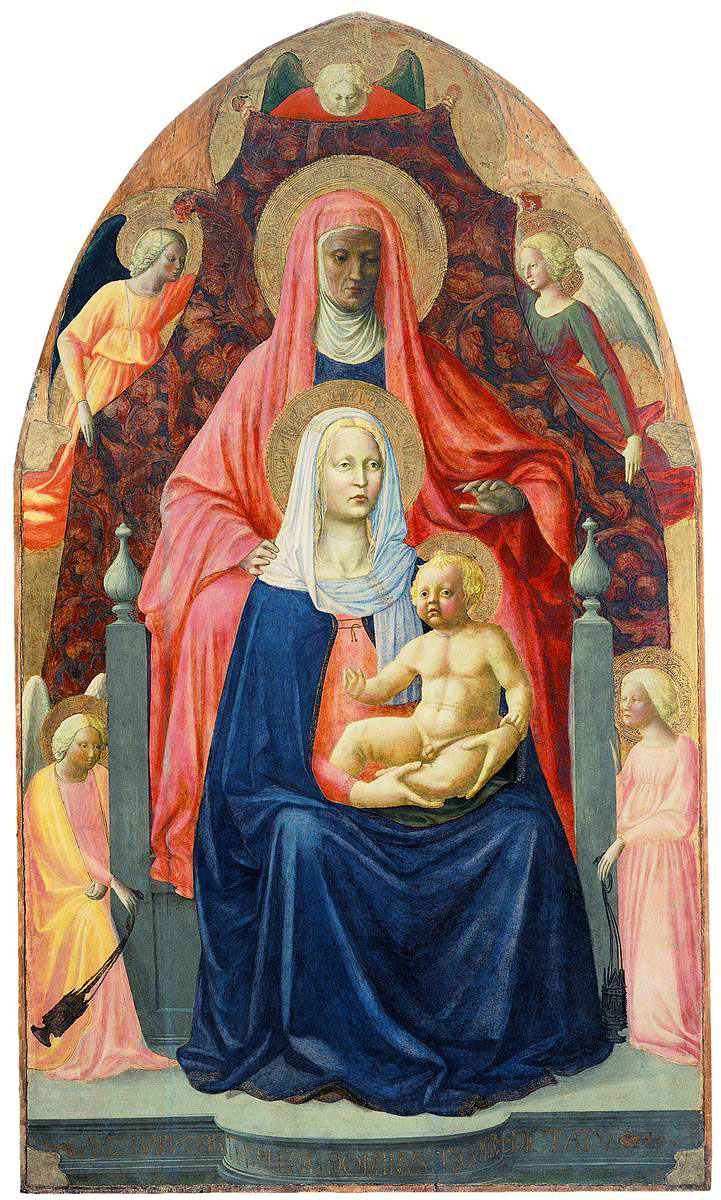
La Trinitat marial - Anna, Maria, Jesús - de Masolino i Masaccio
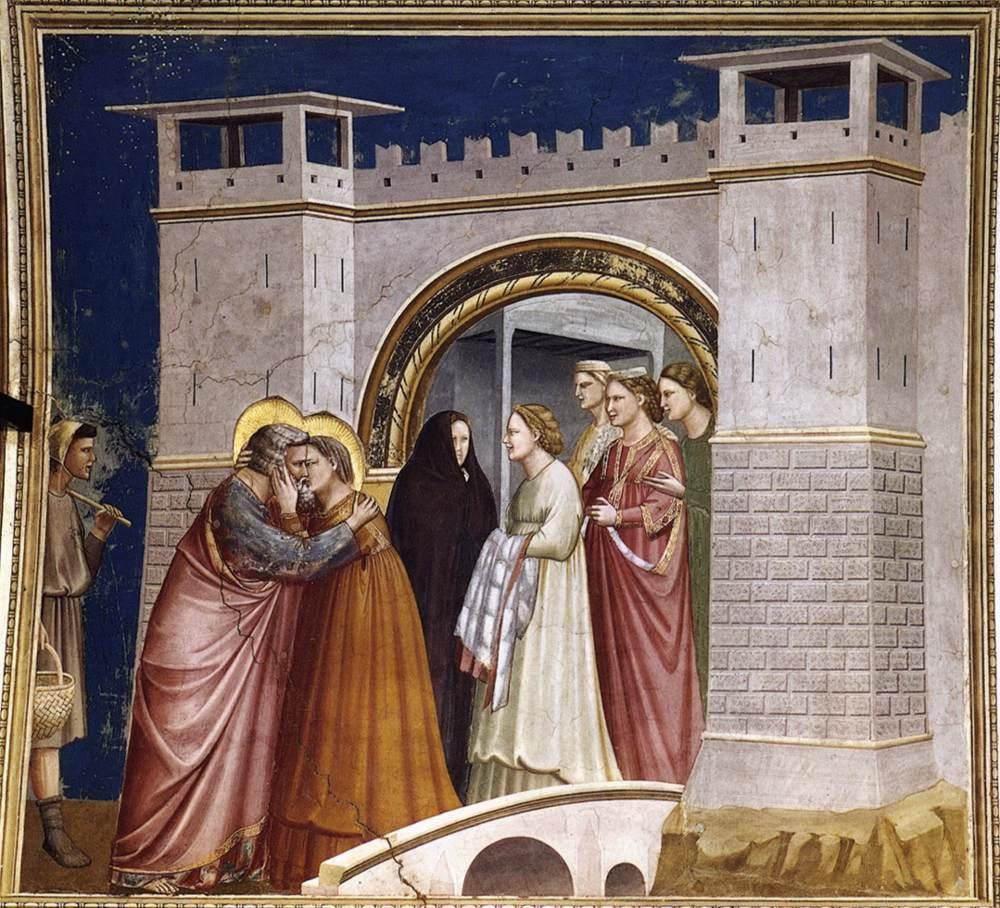
Giotto, L'encontre de santa Anna i sant Joaquim a la Porta Daurada.
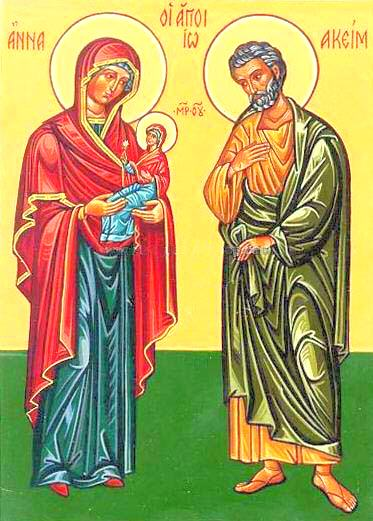
Sant Joaquim, santa Anna i santa Maria.
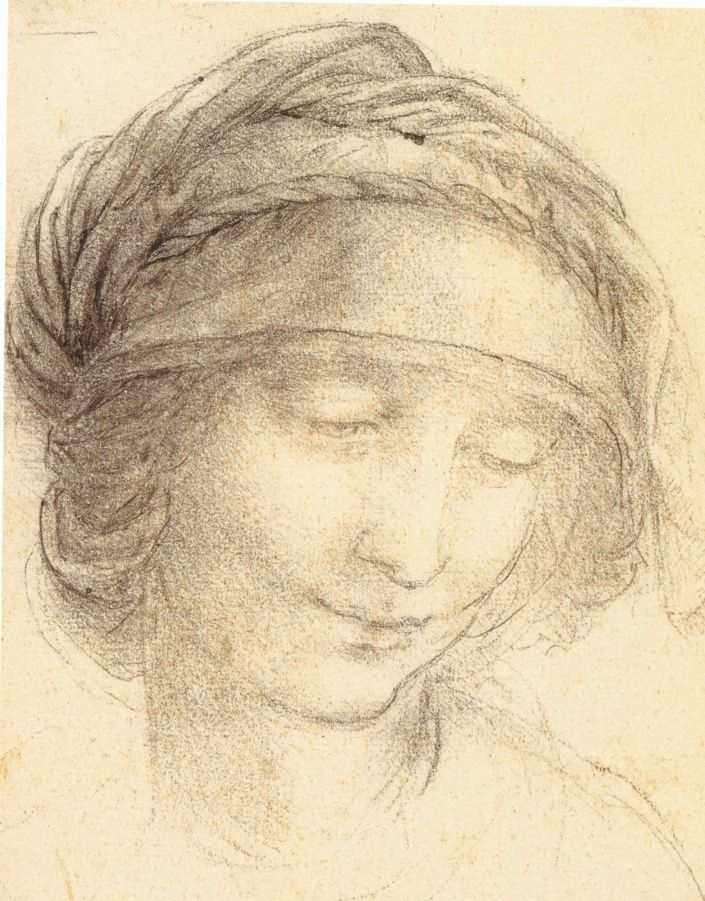
Cap de santa Anna de Leonardo da Vinci
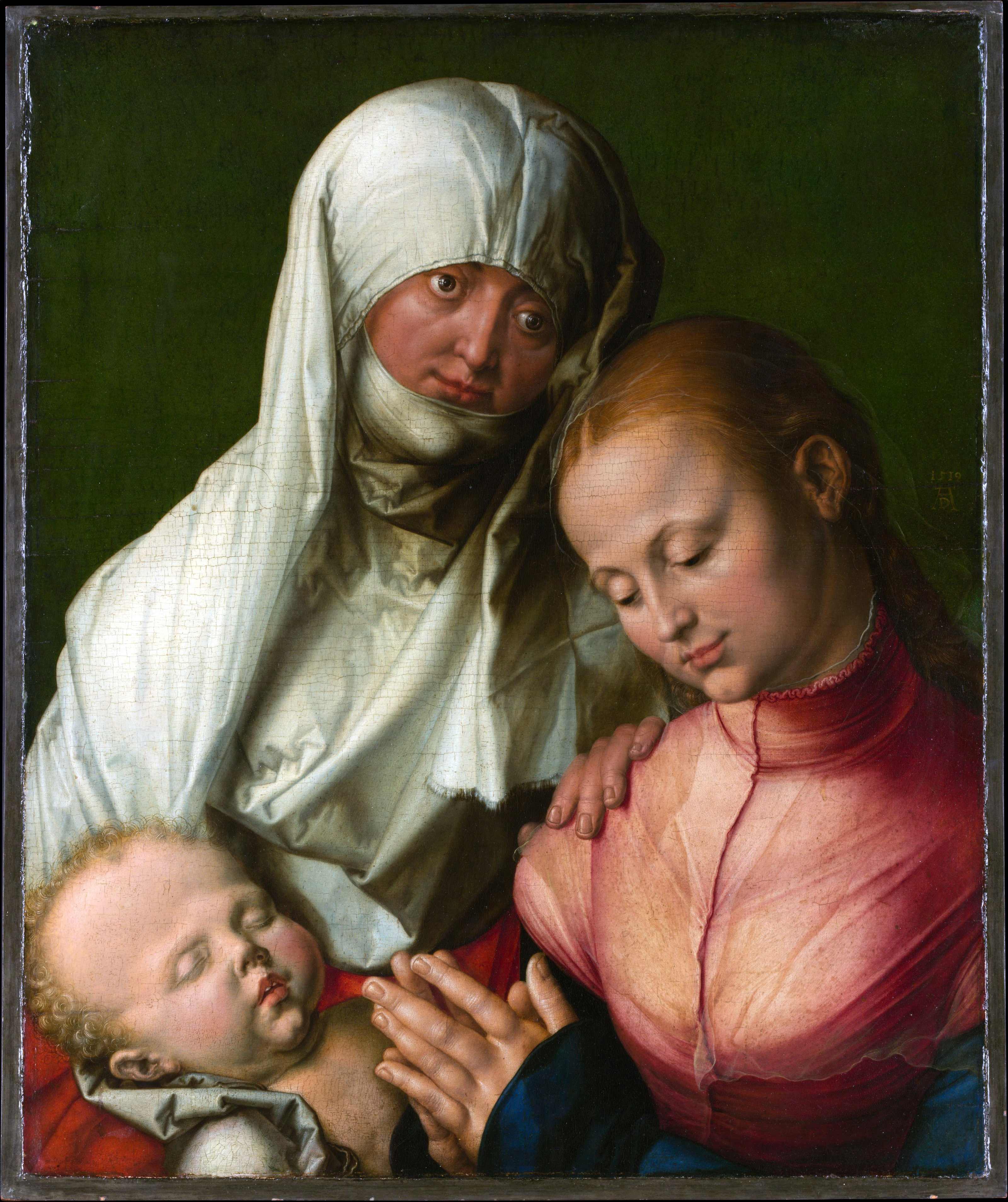
Trinitat marial d'Albrecht Dürer)
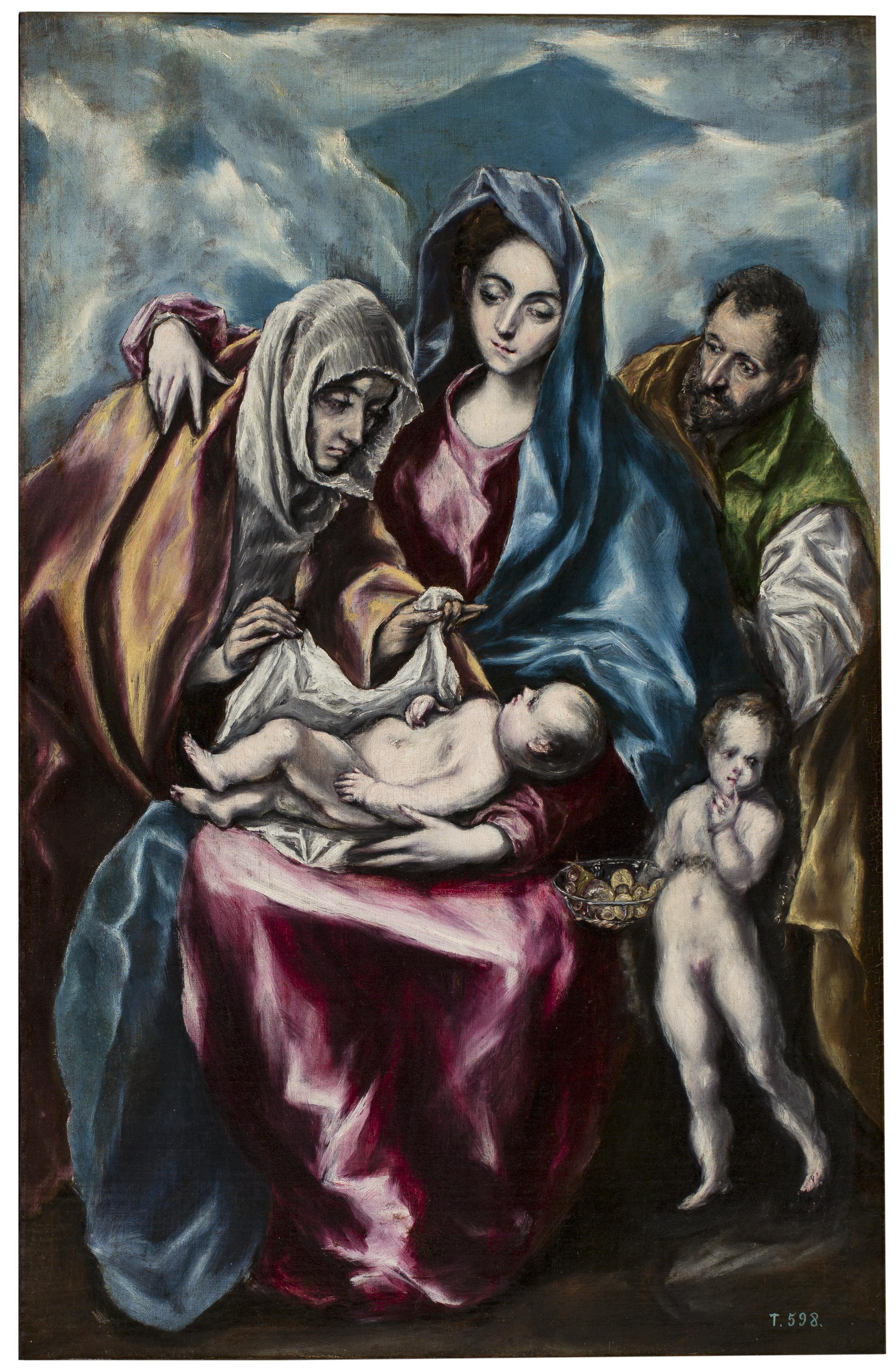
La Sagrada Família amb santa Anna i sant Joanet d'El Greco